# Nedelcho Beronov
Nedelcho Beronov, né le 22 juillet 1928 à Nova Zagora et mort le 4 juillet 2015 à Sofia, est un juriste et homme politique bulgare.

## Biographie
Diplômé de la faculté de droit de l'université de Sofia (1951) et de l'université d'économie nationale et mondial (1972), il est juge arbitral à Stara Zagora, Sliven et Varna de 1954 à 1991, puis enseigne le droit à l'université de Varna (1993-1997).
En 1997, il est élu député pour l'Union des forces démocratiques. La même année, il est nommé membre de la Cour constitutionnelle. En 2003, il est élu président de cette institution au décès de Hristo Danov.
En 2006, il quitte cette fonction pour être candidat d'une coalition de droite à l'élection présidentielle. Il n'obtient que la troisième place au premier tour, avec 9,75 % des voix.